# Clonage reproductif
 (juin 2014).
Si vous disposez d'ouvrages ou d'articles de référence ou si vous connaissez des sites web de qualité traitant du thème abordé ici, merci de compléter l'article en donnant les références utiles à sa vérifiabilité et en les liant à la section « Notes et références ».
Le clonage reproductif est une forme de reproduction artificielle employant la technique du clonage. On le distingue du clonage thérapeutique ou, plus proprement, du clonage à visée thérapeutique
Il existe deux méthodes de clonage dont l'application pourrait être envisagée pour la reproduction humaine : le clonage par scission d'un blastocyste, et le clonage par transfert d'un noyau cellulaire au sein d'un ovule énuclée. 
On nomme blastocyste l'organisme provisoire constitué durant la période du 5e au 7e jours du développement embryonnaire après la fécondation chez les mammifères. Cet organisme a pour particularité d'être composé de cellules dites pluripotentes, autrement dit de cellules pouvant devenir tout type de cellules constituant l'individu à naître à l'exception des trophoblastes qui forment le trophectoderme.  Les cellules pluripotentes se situent au premier niveau de différenciation cellulaire, faisant suite aux cellules totipotentes qui, elles, peuvent former n'importe quel autre type cellulaire.  
La méthode du clonage par scission de blastocyste, ou scission gémellaire, consiste à exploiter la propriété des cellules totipotentes pour diviser ce blastocyste au plusieurs "morceaux", c'est-à-dire en autant de "nouveaux" blastocystes autonomes, qui donneront ainsi chacun un individu. Chaque "nouveau" blastocyste pour se développer est implanté dans l'utérus d'une femme. 
Cette méthode est particulièrement maitrisée et employée en recherche pour obtenir plusieurs animaux de même patrimoine génétique. Conceptuellement elle peut être appliquée à l'humain, mais en pratique elle ne peut que consister qu'à permettre à des parents d'avoir des jumeaux ou des triplés. En effet elle ne peut constituer une méthode alternative de procréation proprement entendu dans la mesure où cette technique intervient après une fécondation réussie, autrement dit elle présuppose que les parents soient fécond ou aient bénéficié avec réussite d'une autre technique d'aide à la procréation, telle la fécondation in vitro avec micro injection, autrement appelée injection intracytoplasmique de spermatozoïde. Le seul intérêt de cette technique de clonage appliquée à l'humain est simplement de permettre à des parents d'avoir des jumeaux ou des triplés. À ce titre les arguments éthiques traditionnels opposés à l'usage de la technique de clonage en général ne s'appliquent conceptuellement pas à cette méthode de clonage. Les principaux problèmes éthiques que peut poser cette technique sont : 
- Si un seul blatocyste peut être implanté par femme, dans quelle mesure peut-on recourir à des mères porteuses ?
- L'enjeu de cette méthode de clonage étant non pas la fécondité, mais seulement avoir des jumeaux : toute technique peut-elle être employée comme une technique d'agrément ?

Ce type de clonage est-il aujourd'hui appliqué à l'humain ? Est-il condamné par les lois qui condamnent le clonage ? 
Quoi qu'il en soit le débat médiatique sur le clonage reproductif humain pour être intelligible doit généralement être entendue plus précisément comme posant la question de la conformité éthique de l'application à l'espèce humaine et à but reproductif, non du clonage en général, mais de la méthode de « clonage par implantation d'un noyau cellulaire dans un ovule énucléé ».

## Le clonage par implantation d'un noyau d'une cellule somatique dans un ovule énucléé
Le clonage par implantation de noyau cellulaire exploite la propriété "programmatrice" de l'ADN du noyau des cellules somatiques pour lancer le développement embryonnaire avec un ovule et donner naissance à un individu. Il consiste à retirer d'un ovule son noyau cellulaire pour remplacer celui-ci par le noyau d'une cellule somatique d'un autre individu. Une décharge électrique lance le développement embryonnaire. L'embryon est ensuite implanté dans l'utérus d'une femme.
C'est de cette méthode qu'est issue la Brebis Dolly. Cette technique pose beaucoup plus de difficultés que la précédente. Son application à l'humain pose encore des problèmes techniques. Mais c'est surtout au niveau éthique que ce clonage suscite des réactions, du fait que l'individu né grâce à cette technique a le même ADN nucléaire que la personne sur laquelle la cellule somatique a été prélevée. 
Les questions éthiques posées sont les suivantes : 
- Quelles finalités peuvent être poursuivies par l'usage de cette technique ? Ces finalités sont-elles moralement admissibles ? Faut-il interdire les recherches visant la maîtrise de cette technique ? Sinon :
  - Quel serait le statut des éventuels êtres nés au stade expérimental ?
  - Quelle influence cette technique aurait-elle sur la diversité génétique et sur l'évolution de l'espèce humaine ?
  - De quelle liberté et dignité disposeraient les individus issus de cette technique ?

Cette pratique a fait l'objet d'une interdiction en droit français, élevée au rang de crime contre l'espèce humaine.
Un rapport d'une commission parlementaire au Royaume-Uni de mars 2005 indiquait que l'opposition au clonage reproductif était basée plus sur des tabous que sur des arguments cohérents.